# Моррис, Обри
Обри Моррис (англ. Aubrey Morris; 1 июня 1926 — 15 июля 2015) — английский актёр, наиболее известен ролью Мистера Дельтоида в фильме «Заводной апельсин» Стэнли Кубрика.

## Карьера
Одним из самых отталкивающих и тем же гениальных персонажей, сыгранных Моррисом, считается мистер Дельтоид из криминальной драмы «Заводной апельсин» Стэнли Кубрика 1971 года. Дельтоид учил малолетних преступников правописанию и между делом домогался главного героя Алекса ДеЛарджа, что сыграло определённую роль в психологической ломке последнего.
Морриса очень любил и ценил сам Стэнли Кубрик, который редко положительно высказывался об актёрах. Режиссёр не раз хвалил «мистера Дельтоида» в своих интервью.

## Избранная фильмография
| Год  |   | Русское название                  | Оригинальное название | Роль             |
| ---- | - | --------------------------------- | --------------------- | ---------------- |
| 2008 | ф | Визионеры                         | Visioneers            | старик Джефферс  |
| 2006 | с | Дедвуд                            | Deadwood              | Чэстертон        |
| 1996 | ф | Байки из склепа: Кровавый бордель | Bordello of Blood     | McCutcheon       |
| 1994 | с | Вавилон-5                         | Babylon 5             | Данкан           |
| 1989 | с | Байки из склепа                   | Tales from the Crypt  | Фредди           |
| 1979 | ф | Спасите «Титаник»                 | S.O.S. Titanic        | стюард Джон Харт |
| 1975 | ф | Любовь и смерть                   | Love and Death        | Солдат 4         |
| 1973 | ф | Плетёный человек                  | The Wicker Man        | Gravedigger      |
| 1971 | ф | Заводной апельсин                 | A Clockwork Orange    | Дельтоид         |